# Florin Comănici
Florin Comănici es un deportista rumano que compitió en piragüismo en la modalidad de aguas tranquilas. Ganó 2 medallas de plata en el Campeonato Mundial de Piragüismo, en los años 2010 y 2011, y 4 medallas en el Campeonato Europeo de Piragüismo entre los años 2012 y 2013.

## Palmarés internacional
| Campeonato Mundial | Campeonato Mundial          | Campeonato Mundial | Campeonato Mundial |
| Año                | Lugar                       | Medalla            | Competición        |
| ------------------ | --------------------------- | ------------------ | ------------------ |
| 2010               | Poznań (Polonia)            | Medalla de plata   | C4 1000 m          |
| 2011               | Szeged (Hungría)            | Medalla de plata   | C4 1000 m          |
| Campeonato Europeo |                             |                    |                    |
| Año                | Lugar                       | Medalla            | Competición        |
| 2012               | Zagreb (Croacia)            | Medalla de oro     | C1 5000 m          |
| 2012               | Zagreb (Croacia)            | Medalla de plata   | C4 1000 m          |
| 2013               | Montemor-o-Velho (Portugal) | Medalla de plata   | C4 1000 m          |
| 2013               | Montemor-o-Velho (Portugal) | Medalla de bronce  | C1 5000 m          |